# Xeveliovo
Xeveliovo (en rus: Шевелёво) és un poble de l'óblast de Nóvgorod, a Rússia, segons el cens del 2010 tenia 57 habitants.